# Sad Dastgah
Sad Dastgah est un quartier de l’est de Téhéran, capitale de l'Iran.